# Otvorena tržišna grupa
Otvorena tržišna grupa (ranije poznata kao Ružičaste stranice) je američko finansijsko tržište koje pruža informacije o cenama i likvidnosti za skoro 10000 hartija od vrednosti koje su zaključene na otvorenom tržištu. Sedište grupe se nalazi u Njujorku. Hartije od vrednosti kojima se posluje na otvorenim tržišnim grupama organizuju se u tri tržišta radi obaveštavanja investitora o prilikama i rizicima: OTCQX, OTCQB i Pink.

## Istorija
Kompanija je prvobitno osnovana 1913. godine pod imenom Nacionalni zavod za kotacije (NZK). Decenijama je NZK izveštavao o kotacijama za deonice i obveznice, objavljivajući njihove kotacije u pisanoj formi na Ružičastim i Žutim stranama. Publikacije su dobile ime po boji strana na kojima su štampane. U septembru 1999. godine, NZK je uveo Servis elektronskih kotacija koji je funkcionisao u realnom vremenu. Nacionalni zavod za kotacije je 2000. godine promenio ime u Ružičaste stranice LLC i kasnije, 2008. godine u Ružičasta otvorena tržišta. Kompanija je na kraju, 2010. godine, promenila naziv u onaj koji i trenutno nosi - Otvorena tržišna grupa. Danas, mreža od 89 brokera predlaže cene i trguje velikim brojem različitih vrsta hartija od vrednosti na Platformi otvorenih tržišta.
Da bi preduzeće moglo da posluje na platformi, kompanije ne moraju da dostavljaju dokumentaciju SEC-u, iako mnoge od njih to ipak rade. Veliki broj kompanija posluje na otvorenim tržištima, uključujući i ugledne inostrane kompanije, najčešće kroz Američku depozitarne priznanice (ADP). Takođe, platforma otvorenih tržišta je primarno mesto poslovanja mnogih malih američkih kompanijama čije akcije poseduje mala grupa investitora i koje ne mogu lako da se prodaju bez određene promene u ceni.
Mnogo inostranih izdavalaca se drži zahteva za listing kvalifikovanih inostranih berzi deonica i transparentno prikazuje informacije o svojim državama po tom pitanju na engleskom jeziku. Takođe postoji i značajan broj eminenata na teritoriji Sjedinjenih Država koji ažurno izveštavaju svoje regulatore, kao što je američka Komisija za hartije od vrednosti i berze ili stavljaju na raspolaganje tekuće kvartalne i revidirane godišnje finansijske izveštaje putem otvorenih tržišnih grupa. Mnoge kompanije na nivou Ružičastog tržišta otvorenog tržišnog sistema kategorizacije ne ispunjavaju zadate uslove i kriterijume Sjedinjenih Država za poslovanje na tržištu hartija od vrednosti kao što su Njujorška berza ili NASDAQ. Mnogi od ovih izdavalaca ne ispunjavaju i objavljuju periodične izveštaje niti čine revidirane finansijske obračune dostupnima, što invenstitorima otežava nalaženje pouzdanih, objektivnih informacija o tim kompanijama. Zbog toga, SEC mnoge kompanije nižeg reda, kojima se trguje na otvorenom tržištu, smatra “jednim od najopasnijih investicija” i savetuje potencijalnim investitorima da dobro istraže kompanije u koje planiraju bilo kakva ulaganja.
Trgovina hartijama od vrednosti na OTCQB-u i tržištu višeg reda OTCQX poseduje status Plavog neba sekundarnih trgovinskih izuzeća u 30 država i brokeri mogu da ih predlažu svojim klijentima kao hartije od vrednosti koje se nalaze na listi nacionalne berze.

## Tržišta
Otvorena tržišna grupa kategorizuje hartije od vrednosti u jedno od tri tržišta da bi ukazala na nivo transparentnosti finansija i samog poslovanja preduzeća, a sve ovo obezbeđuju same kompanije uz pomoć svojih sistema kotacija. Osim kada se radi o OTCQX tržištu, koje ima pravila koja uključuju obavezne uslove koji se tiču finansija, oznaka ne garantuje izdavaocu kvalitet ili vrednost ma koje hartije od vrednosti. Oznaka se dodeljuje na osnovu nivoa i pravovremenosti transparentnosti kompanije i OTCQB kao i bilo koja druga od Pink kategorija mogu da uključe vrlo kvalitetne, ali i špekulativne, sumnjive kompanije od manje vrednosti. Investitore ohrabruju da budu pažljivi kada razmatraju u koju od ovih kompanija da ulože svoje resurse.
OTCQX i OTCQB tržišta SEC smatramo za “dokazana javna tržišta” kada govorimo o određivanju cena javnog tržišta prilikom registracije hartija od vrednosti na preprodaju sa SEC-om pri finansiranju kapitalom. Otvorena tržišna grupa može da olakša elektronsko poslovanje sa svojim alternativnim sistemom za poslovanje koji je registrovan na SEC-u, a koji je poznat pod imenom OTC Link ATS.

### OTCQX
OTCQX tržište uključuje i multinacionalne kompanije koje traže pristup američkim investitorima i domaćim (američkim) kompanijama u razvoju. Da bi poslovale na ovom nivou, kompanije moraju da prođu proveru kvaliteta koju sprovodi Otvorena tržišna grupa. Od kompanija se ne traži da budu registrovane ili da podnose izveštaje SEC-u, ali moraju da postavljaju finansijske izveštaje sa Otvorenom tržišnom grupom. Takođe, američke kompanije moraju da aktivno posluju u datom trenutku (ne da postoje samo na papiru) i da ne budu u bankrotu, dok inostrana preduzeća moraju da ispune zahteve kvaliteta inostranog poslovanja. Dodatni nadzor OTCQX-ovih hartija od vrednosti se vrši tako što se zahteva da svakog izdavaoca sponzoriše odobrena posrednička investiciona banka ili advokatska kancelarija, koja nosi zvanje sponzora OTCQX-a. 

### OTCQB
OTCQB tržište zahteva ponudu od jednog penija ($0.01) da bi otklonile kompanije koje su verovatno predmet programa i promocija prevare rizičnim akcijama. Svaka kompanija to potvrđuje preko godišnjeg sertifikata OTCQB-a koju je potpisao CEO ili CFO kompanije, a u kom se navodi da su informacije o kompaniji ažurne, uključujući informacije o izveštajima kompanije, njenom profilu, informacije o menadžmentu i odborima, najvećim deoničarima, advokatskoj kancelariji, posrednicima i IR-u ili PR-u firme. Poverenje invenstitora se povećava dostupnih informacija o strukturi posedovanja kompanije, profesionalnim savetnicima i pružaocima usluga. Za svaku novu hartiju od vrednosti za koju se može javno licitirati je potrebna potvrda koju podnosi broker po pravilu SEC-a 15c2-11 ili kada kompaniju kojom posluje Pink postane kompanija koja trenutno izveštava SEC-u, s početkom 1. maja 2014. godine. Međunarodne kompanije za izveštavanje mogu da budu unapređene sa Pink-a na OTCQB ako onlajn objave svoju 12g3-2(b) usaglašenu dokumentaciju i ako verifikuju profil svog preduzeća. Za OTCQB tržište postoji godišnja naknada u iznosu od $12000 i jednokratni troškovi prijave od $2,500.

#### OTC QX/QB Status Plavog neba
Počevši od novembra 2018. godine, OTCQX tržište ima status Plavog neba u 33 države i OTCQB tržište u 30 država. Zakoni Plavog neba su propisi koje je donela država radi zaštite ulagača od prevara hartijama od vrednosti. Ti zakoni, koji variraju od države do države, tipično zahtevaju od prodavaca novih proizvoda da registruju svoju celokupnu ponudu i da pruže uvid u finansijske pojedinosti. Ovo omogućava ulagačima da zasnuju svoje procene na proverenim obaveštenjima. Pošto SEC priznaje OTCQX i OTCQB kao utvrđena javna tržišta, otvorena tržišna grupa je sarađivala sa državnim kontrolorima po Zakonu o radu iz 2014. godine da bi ih obavestila o lako dostupnoj, besplatnoj, javnoj onlajn dostavi tekućih obaveštenja koja pružaju kompanije u razmeni na OTCQX i OTCQB premium tržištima. Kao i aprila 2018, 60% od ukupno 50 država sada priznaje OTCQX tržište u svrsi izuzeća iz sekundarne razmene. Zaštita ulagača i standarda kontrole kvaliteta OTCQX i OTCQB ima pravnu mogućnost da ostvari ili prevaziđe standarde Plavog neba odgovarajuće države.

### Pink
Pink je otvoreno tržište koje nema finansijske standarde ili norme u obaveštavanju. Ne zahteva se registracija robe kompanija nivoa Pink-a kod SEC-a. Kompanije koje pripadaju ovoj kategoriji se dalje kategorišu nivoom pravovremenosti obaveštenja koji pružaju ulagačima i mogu imati tekuće, ograničeno, ili ne mogu imati mogućnost javnog objavljivanja.

#### Tekuća obaveštenja
Kompanije koje podnose redovne kvartalne i godišnje izveštaje spadaju u tekuću kategoriju. Ova kategorija može još uvek uključivati preuzete kompanije ili kompanije na stepenu razvoja sa malo ili bez poslovanja kao i kompanije bez kontrolisanih finansijskih izveštaja. Kompanije iz ove kategorije ne samo da moraju imati kvartalne izveštaje uredno poslate svaka tri meseca, već većina mora imati godišnje izveštaje o evidenciji najmanje dve godine unazad.

#### Ograničena obaveštenja
Kompanije koje su podnele obaveštenja otvorenim tržišnim servisima podataka i novostima sa informacijama starim najviše šest meseci ili su otvorile dosije SEC EDGAR sistema u prethodnih šest meseci vrednuju se kao da imaju ograničeno objavljivanje. Kompanije koje neće ili ne mogu da odgovore otvorenim tržišnim uputstvima da bi obezbedile odgovarajuća tekuća obaveštenja putem kvartalnih ili godišnjih izveštaja svaka tri meseca, već još uvek podnose obaveštenja najmanje na svakih šest meseci, su u ovoj kategoriji. Ovo su često kompanije sa problemima u finansijskom izveštavanju, sa privrednim nevoljama ili su u bankrotu.

#### Nepostojanje obaveštenja
Ovaj nivo označava kompanije koje neće ili ne mogu da obezbede dostavu izveštaja javnim tržištima. Kompanije ove kategorije ne dopuštaju pristup tekućim obaveštenjima putem otvorenih servisa dostave izveštaja o novostima, ili ako dopuštaju, ta dostupna obaveštenja su starija od šest meseci. Ova kategorija obuhvata propale kompanije koje su prestale sa poslovanjem, kao i "tamne" kompanije sa nesigurnom upravom i nesigurnom dostavnom praksom. Bezbednost javno vođenih trgovinskih kompanija koje neće da pruže obaveštenja ulagačima smatraju se veoma rizičnim.

#### Upozorenje kupcima
Postoji pažnja koja je od javnog interesa vezana za kompaniju koja se imenuje kao Caveat Emptor, Upozorenje kupcu. Ovo može obuhvatiti spam kampanju, promociju akcija ili poznato istraživanje aktivnosti prevare izvršene od strane kompanije putem unutrašnje objave. U toku kampanje smetnje, svaka roba koja nije u kategoriji tekućih obaveštenja će isto tako imati blokirane navode na otcmarkets.com.

## Ostala otvorena tržišta
Glavni artikal: neposredna nabavka(finansije)

### OTCBB
OTC oglasna tabla (OTCBB) je samo listing hartija od vrednosti koji se postiže "neposredno" slično kao i kod otvorenog tržišta. Od OTCBB kompanija se zahteva da dostave blagovremene izveštaje regularnoj agenciji Sjedinjenih Američkih država (SAD). Skoro sve OTCBB kompanije se sada navode putem OTC linka ATS preko otvorenog tržišta zato što se tom potpuno elektrosnkom trgovinskom platformom bolje ostvaruju potrebe automatizovanih brokera.

### Sivo tržište
Za hartije od vrednosti koje nisu navedene ni na jednom tržištu hartija od vrednosti niti navedene na otvorenim ili OTCBB tržištima se smatra da pripadaju sivom tržištu. Neočekivane transakcije se obrađuju pojedinačno, a ne navode se centralizovano ili se upisuju. Razmene se prenose samoregulatornoj organizaciji (SRO), koja potom prenosi podatke kompanijama tržišnih podataka. Sivo tržište se takođe zove OTOTC ili druga OTC.

## Usklađivanje podataka o proizvodima

### Analitika usaglašavanja
Analitika usalgašavanja proizvoda stvara jedan specifičan registar bezbednosnog rizika za sve OTCQX, OTCQB, Pink kao i za Sive hartije od vrednosti. Rizik se proverava putem 19 parametara uključujući posebno upozorenje, status preuzimanja, status niske vrednosti, promene cene/obima i podatke iz promocije akcija. Nedavno, proizvod je integrisao "Vruć sektor" o kanabisu, kriptovaluti i blokčejnu.

### Niska granica usaglašenosti
Niska granica usaglašenosti proizvoda dopušta firmama da analiziraju hartije od vrednosti na otvorenim tržištima niske granične vrednosti, uključujući podatke vezane za više od 1800 evidentiranih deoničara tržišne granice ispod 500 miliona dolara. Ovo takođe omogućava aktivnu i istorijsku promociju akcija za upisane hartije od vrednsoti niske vrednosti zasnovane na analizi novosti, oglasnim tablama i društvenim medijima. Objave su promotivne samo ako su usresređene na svojstvo akcija, a ne na konkretno preduzeće ili posao.

### Promotivni podaci
Podaci vezani za promociju proizvoda pružaju tržišnim profesionalcima i ulagačima aktivne i istorisjke promotivne podatke za OTCQX, OTCQB, Pink i Sive hartije od vrednosti.

## Indeksirani proizvodi
Kompanija proračunava i licencira indekse hartija od vrednosti koje koriste jedan od prva dva tržišna nivoa, uključujući indeks OTCM QX ADR 30 iz OTCQX razmene američke zarade od skladišne prodaje.

## Spoljašnje veze
- Zvanični veb-sajt
- SEC informacije o otvorenim tržištima
- SEC zahtevi za listing i delisting